# Hortensia
Hortensia (Hydrangea macrophylla) är en växtart inom hortensiasläktet och familjen hortensiaväxter. Den förekommer naturligt på ön Honshu i Japan. Arten odlas som trädgårdsväxt i Sverige och det förekommer hortensior odlade upp till växtzon IV.

## Beskrivning
Hortensian blir upp till två meter hög och blommar från mars till september med vanligtvis blåa klotformade blomställningar. Bladen är tämligen stora, vilket åsyftas i artepitetet macrophylla. Hortensian kom från Japan till Europa på 1700-talet. Det är en mycket variabel och formrik prydnadsväxt med många olika sorter. Den vilda arten har fertila blommor i mitten, omgiven av stora, skyltande och sterila blommor. Hos många odlade sorter finns endast sterila blommor. Blomfärgen påverkas av pH-värdet och kan på konstgjord väg ändras med hjälp av aluminiumsalter; alla hortensior ska dock ha en jord med lågt pH-värde.
Naturligt växer hortensian i ett klimat som är fuktigare än vid Medelhavet. Därför trivs den i något svalare miljöer som på Madeira och Azorerna. På Madeira är den dels allmänt odlad i trädgårdar och parker, men förekommer längs vägkanterna på 300 till 1100 meters höjd. På Azorerna kör man ner sticklingar i marken utmed betesmarker. Milslånga gärdesgårdar av hortensia kan då ringla sig genom landskapet, vilket ter sig som en märklig syn. Den sprider sig inte nämnvärt, förrän betesmarken överges.

## Etymologi
Hortensia är uppkallad efter matematikern och astronomen Hortense Lepaute (1723-1788), som var reskamrat med den franske botanikern Philibert Commerson (1727-1773), vilken upptäckte växten i Kina under en jorden-runt-resa 1766-1769.

## Bilder

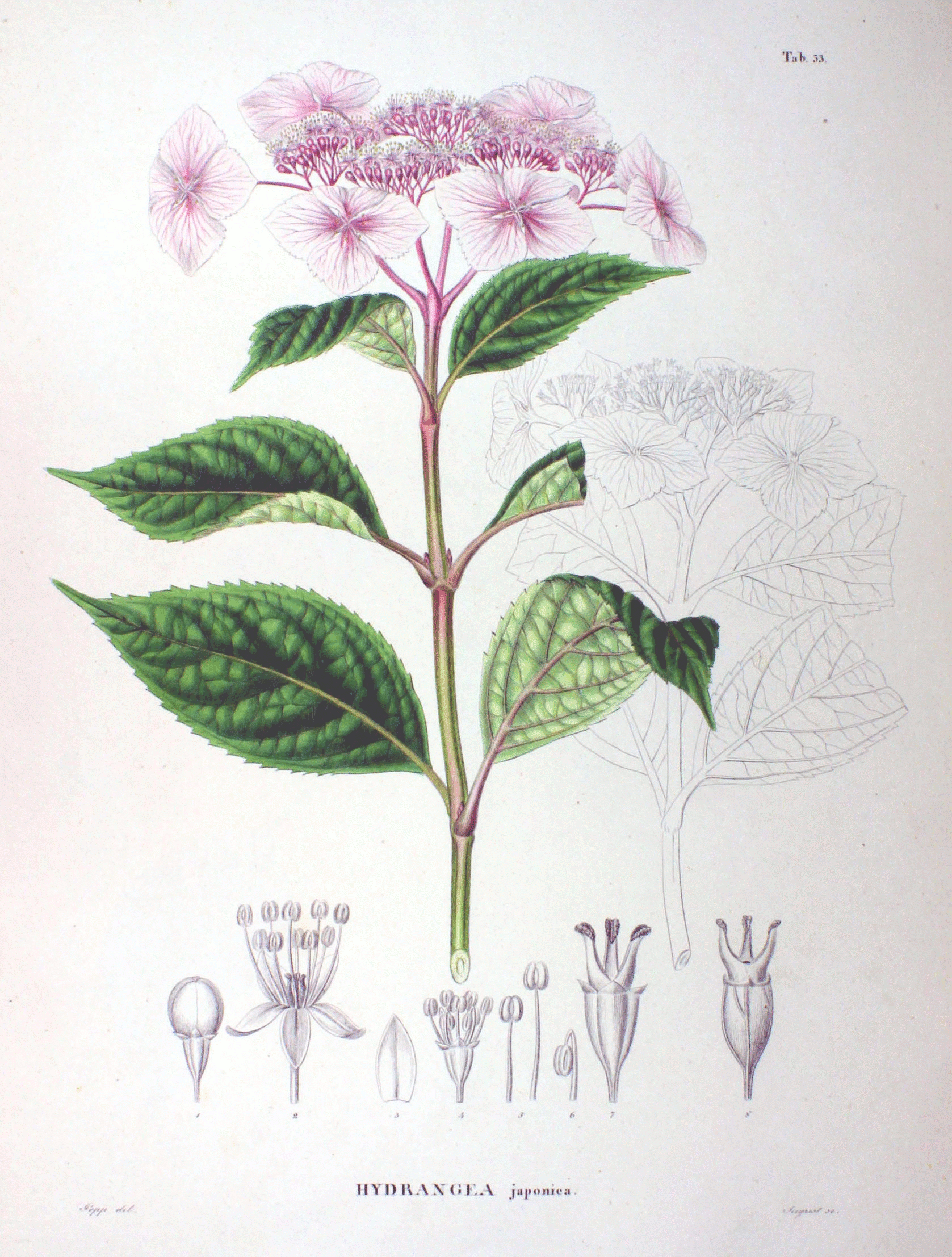
Plansch ur Flora Japonica av Philipp Franz von Siebold and Joseph Gerhard Zuccarini.
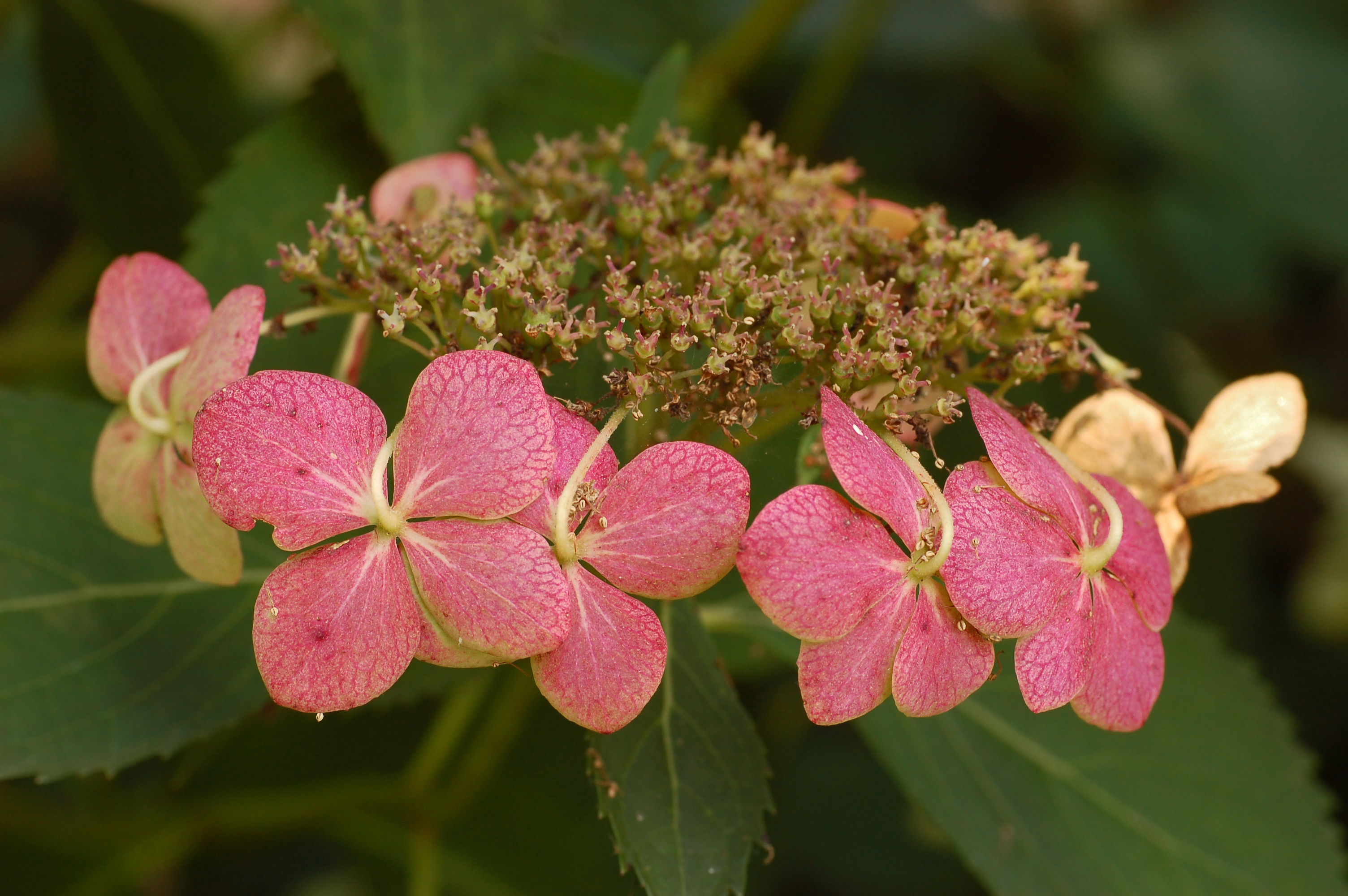
Tokyo Delight
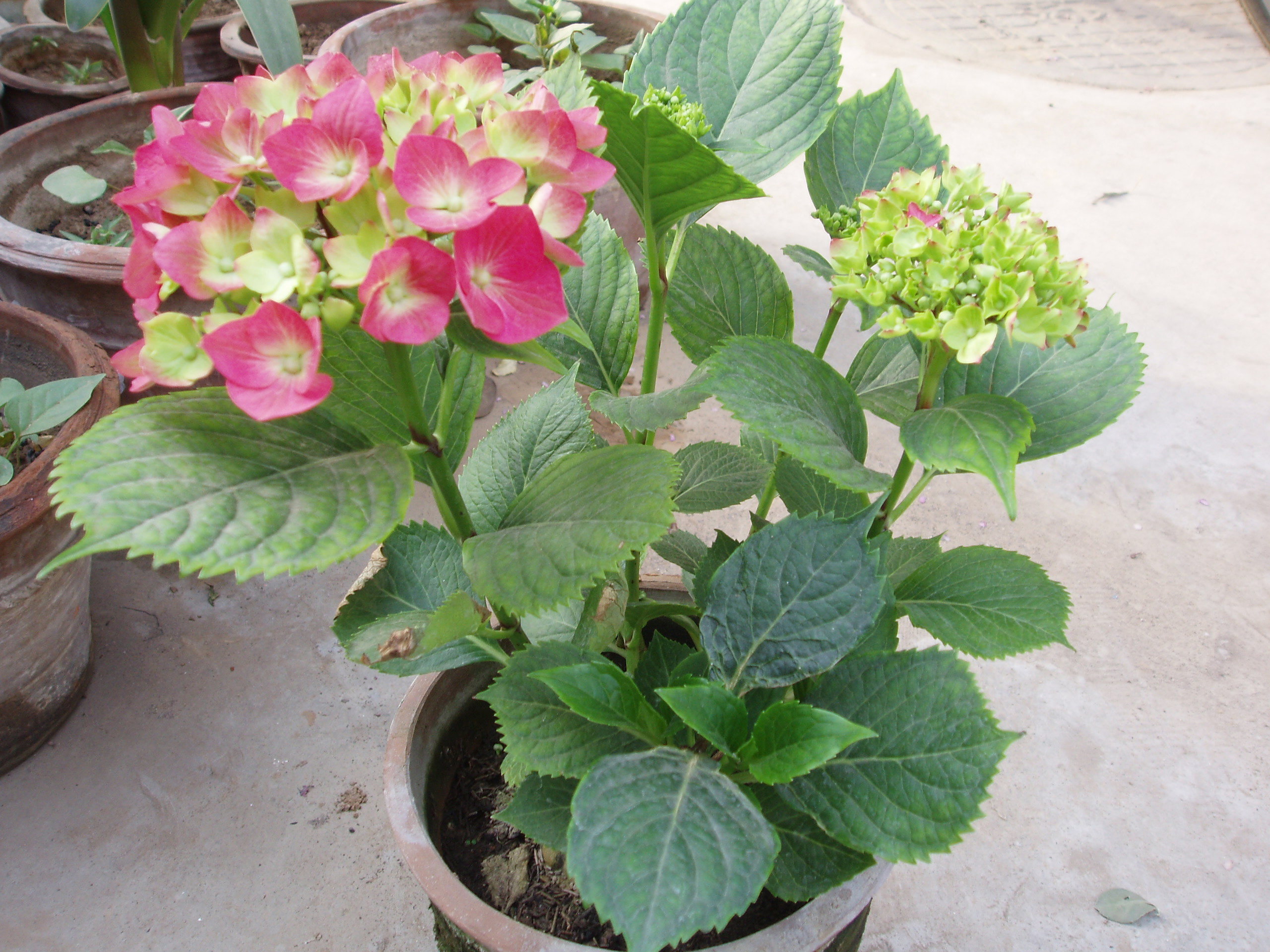
Storbladig hortensia
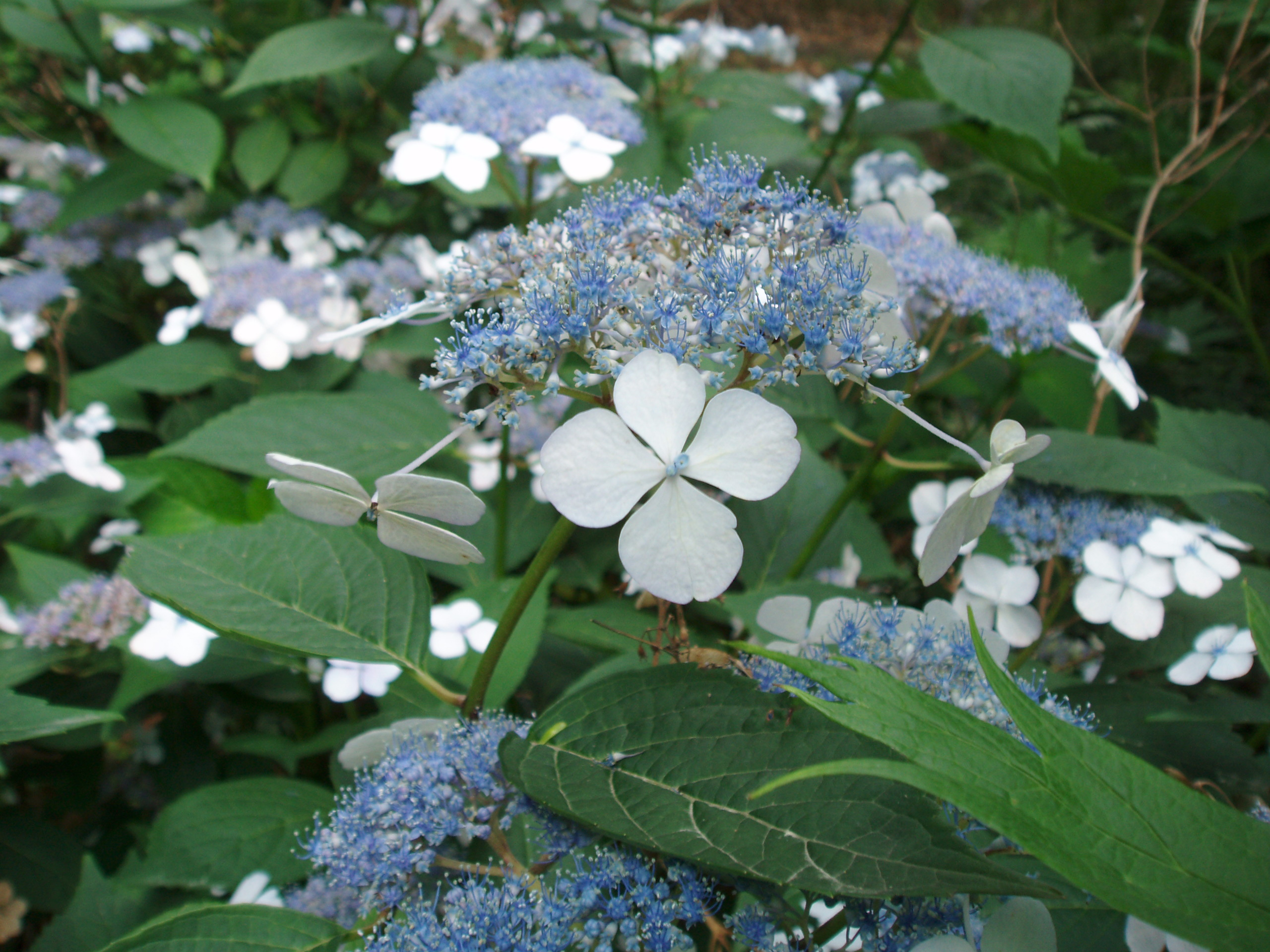
Hortensior i Botanischer Garten der Universität Leipzig